# Antecarga

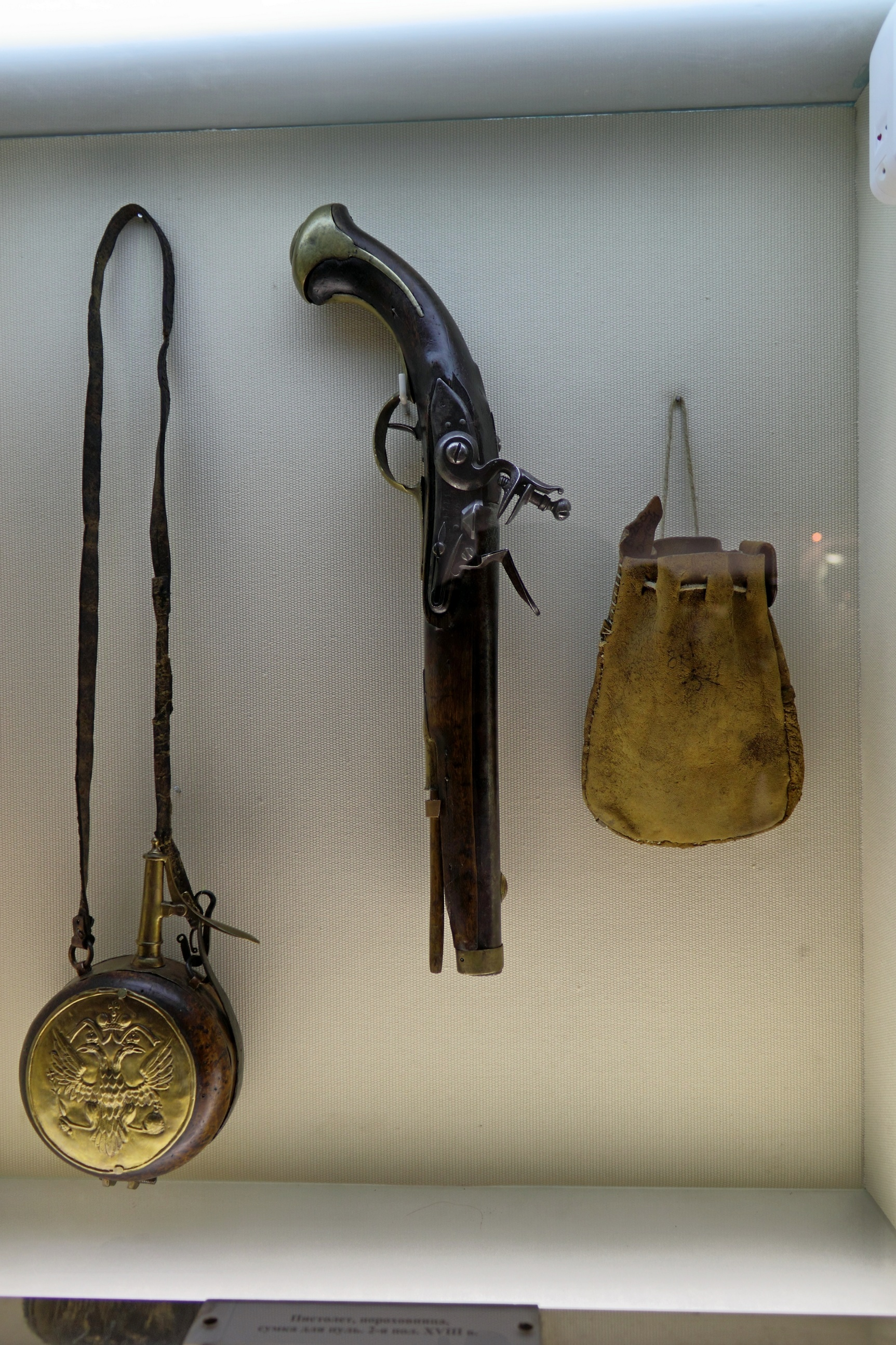
Uma pistola de antecarga por pederneira do século XVIII com frasco de pólvora e saco de balas.

Antecarga, é o termo que se usa para designar uma arma de fogo na qual tanto o projétil quanto o propelente são carregados através da "boca" do cano da mesma; ao contrário das armas de carregamento pela culatra (retrocarga), nas quais o projétil e o propelente são introduzidos pela parte traseira da arma.

## Utilização
Nos Estados Unidos, desde a década de 1960, a prática de tiro com armas de antecarga tem sido encarada como esporte, e utilizada em outras atividades, como escotismo e recriações históricas.
O "Muzzle Loaders Associations International Committee" foi criado em 1970 e realizou seu primeiro Campeonato Mundial em 1971. Desde então, uma florescente indústria de fabricação de reproduções de armas de fogo históricas agora existe nos Estados Unidos e na Europa, especialmente no Norte da Itália perto de Gardone. 
Nos Estados Unidos, as armas de antecarga estão sujeitas a uma série de qualificações, geralmente não são consideradas armas de fogo. Dependendo das leis de cada um dos Estados, essas armas podem ser possuídas por pessoas que, de outra forma, não seriam legalmente autorizadas a possuir uma arma de fogo.
Impulsionados pela demanda por armas de antecarga para temporadas de caça primitivas estendidas, os fabricantes de armas de fogo desenvolveram rifles de "antecarga em linha", com designs semelhantes aos designs modernos de disparo de fogo central. A Knight Rifles foi pioneira em armas de "antecarga em linha" em meados da década de 1980, fabricando e vendendo-os até hoje. A Savage Arms criou o "10ML-II", que pode ser usado com pólvora sem fumaça, reduzindo a limpeza necessária.